# MamiVerlag
Der MamiVerlag ist ein Hamburger Independent-Verlag mit dem Schwerpunkt Comic und Illustration.

## Geschichte
Der Verlag wurde 2007 von Anke Feuchtenberger und Stefano Ricci gegründet. Die beiden arbeiteten zusammen mit Studenten von Kunsthochschulen aus Bologna, Brüssel und Hamburg an einem großen Comic- und Animationsprojekt und suchten eine Möglichkeit, die dabei entstandenen Arbeiten zu publizieren. Daraus ging die über 460 Seiten starke Anthologie Ich/I/Je/Io mit dutzenden Künstlern und erste Veröffentlichung des Verlages hervor. Dem Werk lagen ebenfalls zwei DVDs bei: Eine mit Animationen und Kurzfilmen, die zweite mit einer Dokumentation zur Entstehungsgeschichte. Darin sind etwa Gastvorträge von David B., Gipi und Rutu Modan zu sehen. Angespornt durch den Erfolg setzten sie den MamiVerlag mit einigen wenigen Publikationen pro Jahr fort, um jungen und unbekannten Künstlern einen Zugang zur (internationalen) Comicszene zu verschaffen. Im Jahr 2015 erschienen mit Das Ding, das auf mein Stolpern lauert von Lena Hällmeyer, Katze hasst Welt von Kathrin Klingner und Karin Kraemers Sie zunächst die letzten drei Comics.
Ein erster Wiederbelebungsversuch durch die Comic-Künstlerinnen Julia Hoße und Magdalena Kaszuba – die zwei studierten bei Feuchtenberger an der Hochschule für Angewandte Wissenschaften Hamburg – ab Oktober 2019 blieb erfolglos. Die gestartete Crowdfunding-Kampagne bei Startnext konnte nur etwa 9.500 von den avisierten 16.000 Euro einnehmen. Trotzdem gelang die Neugründung ab Herbst 2020 mit drei von ursprünglich vier geplanten Titeln: The Monkey Lab von T.K.L, The Circus von Jungyoon Kwon und dem Spiel Dicke Bäuche Memory. Neben dem ursprünglichen Schwerpunkt auf deutsche Nachwuchskünstler, insbesondere aus der Hamburger Comicszene, sind seit dem Neuanfang auch internationale Comic-Künstler aus China und Südkorea vertreten. Seit Oktober 2020 vertreibt der MamiVerlag die Heftreihe So-So des Kleinstverlags Drei Grad Verlag.
Im Dezember 2020 erhielt der MamiVerlag von der Behörde für Kultur und Medien in Hamburg eine finanzielle Förderung. Die sogenannte „Zukunftsprämie“ in Höhe von insgesamt 155.000 Euro wurde unabhängigen Verlagen mit Sitz in Hamburg als Ausgleich für wirtschaftliche Einbußen durch die COVID-19-Pandemie zuteil. Aus 47 Bewerbern wurden 20 ausgewählt, der MamiVerlag erhielt eine Prämie von 5.000 Euro.
Seit Herbst 2022 publiziert er Verlag die Heftreihe Shorts, in der seitdem Bildessays unterschiedlicher Zeichner vorgestellt werden. Zu den ersten Titeln zählen Das Museum von Julian Fiebach, Gedanken über Gedanken von Wiebke Bolduan und Was bedeutet mir der Werwolf? von Noëlle Kröger.
Der Verlag präsentiert sich regelmäßig bei einschlägigen Comic-Veranstaltungen, zum Beispiel dem Comic-Salon Erlangen, dem Comicfestival Hamburg oder der Fanzineist Vienna Art Book & Zine Fair.

## Künstler (Auswahl)
Zu den Comic-Künstlern, die beim MamiVerlag publiziert haben, gehören unter anderem Stefan Adamick, Wiebke Bolduan, Anton Engel, Anke Feuchtenberger, Jul Gordon, Lena Hällmayer, Vanessa Hartmann, Julia Hoße, Magdalena Kaszuba, Kathrin Klingner, Karin Kraemer, Noëlle Kröger, Jungyoon Kwon, Gosia Machon, nataljusch, Stefano Ricci, Juli Schmalfeldt, T.K.L und Birgit Weyhe.

## Ausstellungen
Die Galerie neurotitan in Berlin („comics.graphics.art.exhibition“) widmete dem Verlag zwei Ausstellungen. Unter dem Titel „Große Erwartungen, kleine Hunde“ präsentierte die Galerie ab dem 17. Juni bis zum 8. Juli 2017 Arbeiten und Illustrationen von acht Künstlern: Anton Engel, Jul Gordon, Lena Hällmayer, Magdalena Kaszuba, Kathrin Klingner, Karin Kraemer, Gosia Machon und Birgit Weyhe. Vom 24. September bis zum 15. Oktober 2022 zeigte neurotitan eine Werkschau aus dem MamiVerlag. Zu sehen waren Comics, Installationen, Plastiken und Stoffarbeiten von zwölf Künstlern des Verlages, darunter befanden sich beispielsweise Jul Gordon, Julia Hoße, Magdalena Kaszuba, Jungyoon Kwan sowie Birgit Weyhe.